# Хизовка
Хизовка — деревня в Дятьковском районе Брянской области, в составе Большежуковского сельского поселения. Расположена в 10 км к северо-востоку от города Дятьково. Население — 41 человек (2010).
Упоминается с XVIII века; с 1777 до 1922 входила в Жиздринский уезд (Калужской, с 1920 Брянской губернии), в т.ч. с 1861 — в составе Улемльской волости. С 1922 в Дятьковской волости Бежицкого уезда, Дятьковском районе (с 1929).
В 1967—1996 гг. входила в Псурский сельсовет.
| Годы      | 1859 | 1913 | 1926 | 1979 | 1989 | 1999 | 2002 | 2010 |
| --------- | ---- | ---- | ---- | ---- | ---- | ---- | ---- | ---- |
| Население | 80   | 318  | 306  | 53   | 17   | 8    | 10   | 41   |